# Station Ryn
Station Ryn was een spoorwegstation in de Poolse plaats Ryn.
De smalspoorlijn Reimsdorf (thans Sławkowo) - Rhein (Ryn) is in 1903 aangelegd als zijlijn van de lijn  Rastenburg (thans Kętrzyn) - Reimsdorf – Sensburg (Mrągowo) in het voormalige Oost-Pruisen. Rond de stad Rastenburg is door de Rastenburger Kleinbahnen een uitgebreid net van smalspoorlijnen aangelegd. Na de verwoestingen in de Tweede Wereldoorlog is deze lijn hersteld en in 1949 heropend. Er reden twee treinen per dag tussen Kętrzyn en Ryn. Voor het 25 km lange traject had de trein ongeveer 1 uur en 40 minuten nodig. In 1971 is het verkeer stilgelegd.